# Doina Rotaru
Doina Rotaru (* 14. September 1951 in Bukarest) ist eine rumänische Komponistin.
Rotaru studierte von 1970 bis 1975 an der Nationalen Musikuniversität Bukarest Komposition bei Tiberiu Olah. Sie gab Kurse beim Gaudeamus-Komponistenworkshop in Amsterdam (1990 und 1992) sowie den Darmstädter Ferienkursen (1990, 1992 und 1994). Seit 1997 ist sie Professorin für Komposition an der Nationalen Musikuniversität Bukarest.
Für ihre Kompositionen erhielt sie mehrfach Preise der rumänischen Komponistenunion, den Preis der rumänischen Akademie der Künste und Wissenschaften sowie den ersten Preis beim Wettbewerb der GEDOK 1998 in Mannheim. 

## Werke
- Cellosonate, 1978
- The crossroad of the poppies für Klavier, 1980
- 1. Streichquartett, 1981
- Legende für Flöte, 1982
- Balance of light, 1982
- 2. Streichquartett, 1982
- 3. Streichquartett, 1983
- Jeu de miroirs für vier Flöten, 1984
- Konzert für Klarinette und Orchester, 1984
- 1. Sinfonie, 1985
- Quatrotempi für Cello und Schlagzeug, 1985
- Aux portes du reve für Flöte und Schlagzeug, 1985
- Concerto 1 für Flöte. Streicher und Schlagzeug, 1986
- Cellokonzert, 1987
- Clocks für Kammerensemble, 1987
- Metamorphosis für Bassklarinette, 1987
- 2. Sinfonie, 1988
- Masks für Klarinette und Cello, 1989
- Spiralis I für Gitarre, 1989
- Dor für Altflöte, 1989
- Troite, Trio für Klarinette, Synthesizer und Schlagzeug, 1990; 1991 bei den Weltmusiktagen der Internationalen Gesellschaft für Neue Musik ISCM aufgeführt.[1]
- Runa, Quintett für Flöte, Oboe, Gitarre, Cello und Cembalo, 1991
- Spiralis II - Concerto 2 für Flöte und Orchester, 1991
- Spiralis III für Altflöte und Gitarre, 1992
- Joker, Trio für Klarinette, Klavier und Schlagzeug, 1992
- Over time für Shakuhachi und Bassflöte, 1992
- Lights from a rainbow für Kammerorchester, 1993
- Konzert für Saxophon und Orchester, 1993
- Magic Circles - Concerto 3 für Flöte und Orchester, 1993
- Clocks II für Kammerorchester, 1994
- Chimeras für Kammerorchester, 1994
- Noesis für vier Perkussionisten, 1995
- Reina für Sopransaxophon und Tonband, 1996
- Fum für Klarinette solo, 1996
- Legend II für Oboe solo, 1996
- Florilegium - Concerto 4 für Flöte und Flötenorchester, 1996
- Polychromies für Orchester, 1996
- Alean für vier Saxophone, 1997
- Tempio di fumo für Flöte, 1997
- Uroboros für zwei Flöten, 1998
- Metabole für sieben Klarinetten, 1999
- Trias, 1999
- Shadows ("Umbre") für Viola, Streicher und Schlagzeug, 1999
- Wings of Light für 24 Flöten, 2000
- Percussion Concerto, 2000
- L'Eternel Retour für acht Celli, 2000
- Dragon Fly für Piccoloflöte, 2000
- Metabole II für Klarinette und Kammerorchester, 2001
- Spirit of Elements - 3. Sinfonie, 2002
- 5 Vitralii für 24 Flöten und Tonband, 2002
- Crystals für Flöte und Klavier, 2002
- Umbre II für Violine, Cello und Klavier, 2002
- Dincolo? für Oboe und Schlagzeug, 2002
- Antara für Flöte, Violine, Viola und Cello, 2003